# Deserticossus sareptensis
Deserticossus sareptensis is een vlinder uit de familie houtboorders (Cossidae). De wetenschappelijke naam is voor het eerst gepubliceerd in 1912 door Lionel Walter Rothschild.
De soort komt voor in Zuidwest-Rusland (Oblast Wolgograd).